# Euryrhynchus pemoni
Euryrhynchus pemoni es un camarón de agua dulce de la familia Euryrhynchidae y señalado en la lista roja de especies venezolanas en estado de “en peligro”.

## Etimología del nombre
El nombre de esta especie deriva del nombre del grupo étnico indígena la tribu pemón la cual habita en la región donde se ha colectado a Euryrhynchus pemoni.

## Descripción
Es una especie que se caracteriza por presentar una talla la cual varía entre 15 a 18 mm, el rostrum es deprimido, y subtriangular y muy hundido alrededor los ojos. Los ojos son de color distinto al del resto del cuerpo. El telson presenta dos pares de espinas dorsales. Las hembras cuando están ovadas suelen presentar de 10 a 11 huevos los cuales son ovales de con un diámetro máximo de 1,7 mm. La coloración es amarillosa marrón muy claro.

## Distribución

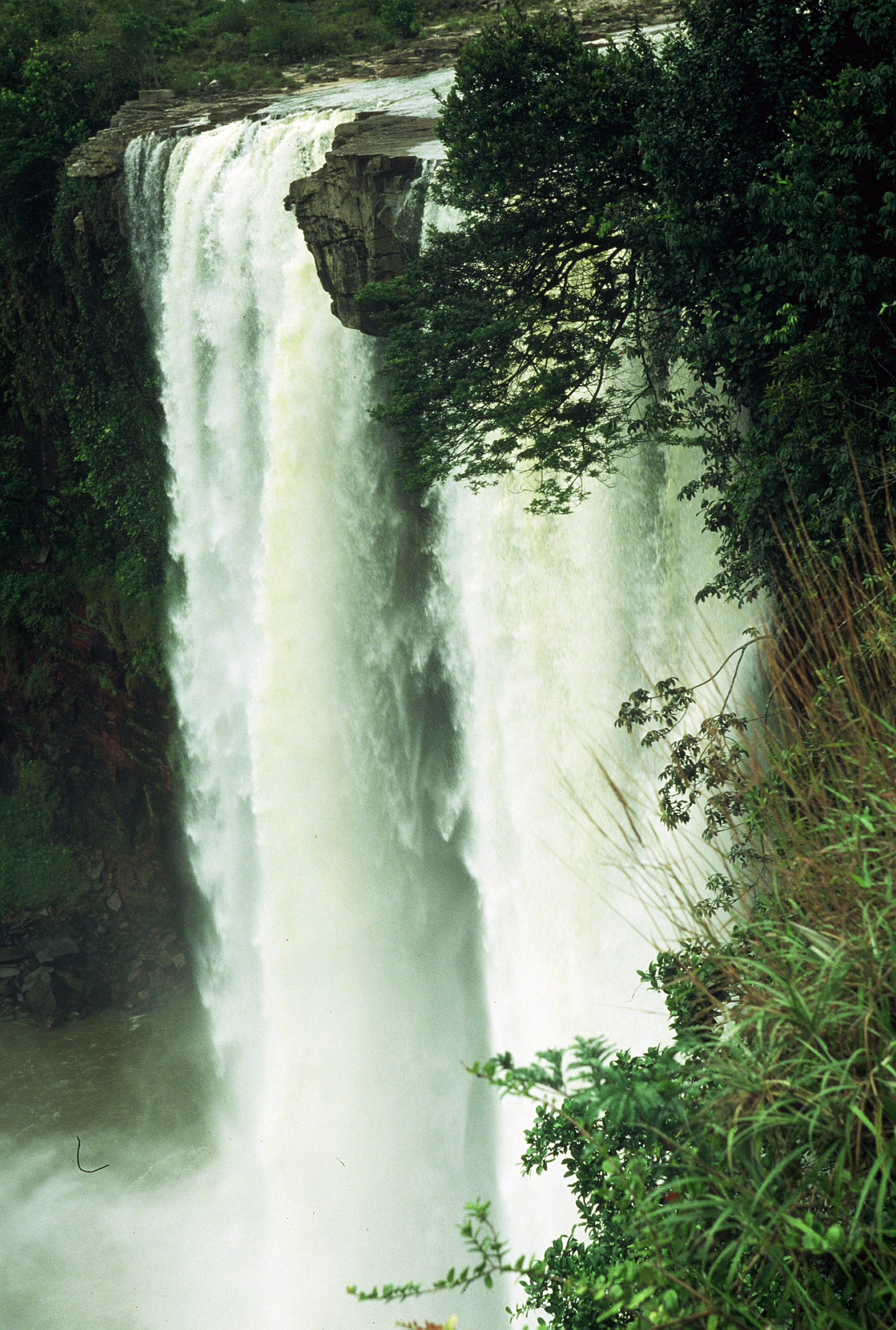
Salto Kama regiondon de habita Euryrhynchus pemoni

Euryrhynchus pemoni es endémica de Venezuela restringida al Parque nacional Canaima en el estado Bolívar, donde ha sido capturada solamente en dos pequeñas quebradas cercanas a la población de Chirimata y al Salto Kamá Merú a 1100 m de altitud.

## Conservación
Las quebradas donde esta especie ha sido localizada se encuentran ubicadas bajo el área de influencia de la carretera que cruza la Gran Sabana hacia Santa Elena de Uairén y una de ella el salto Kama es utilizada por numerosos turistas temiéndose por la intervención que puedan producir los visitantes dado los restringidos hábitats de esta especie. Como medida de emergencia provisional se ha propuesto la restricción del uso de las quebradas donde ha sido localizada Euryrhynchus pemoni.